# لو لومباردو
لو لومباردو (بالإنجليزية: Lou Lombardo)‏ هو لاعب كرة قاعدة أمريكي، ولد في 18 نوفمبر 1928 في كارلستادت في الولايات المتحدة، وتوفي في 11 يونيو 2001 في فورت ميل في الولايات المتحدة.

## وصلات خارجية
- لو لومباردو على موقعبيزبول رفرنس.كوم (الدوري الرئيسي) (الإنجليزية)
- لو لومباردو على موقعبيزبول رفرنس.كوم (الدوري الثانوي) (الإنجليزية)